# Villa dei Papiri

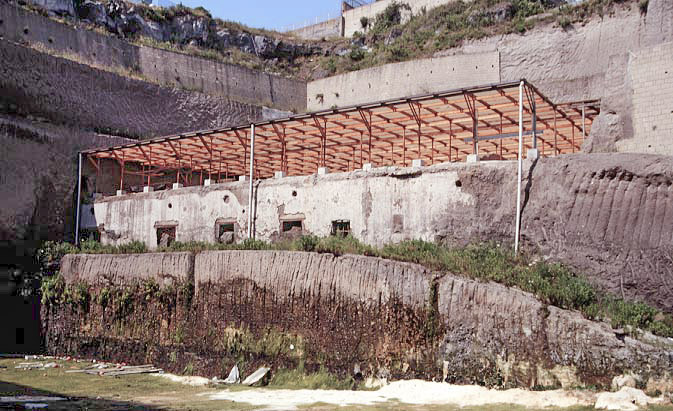
Villa dei Papiri

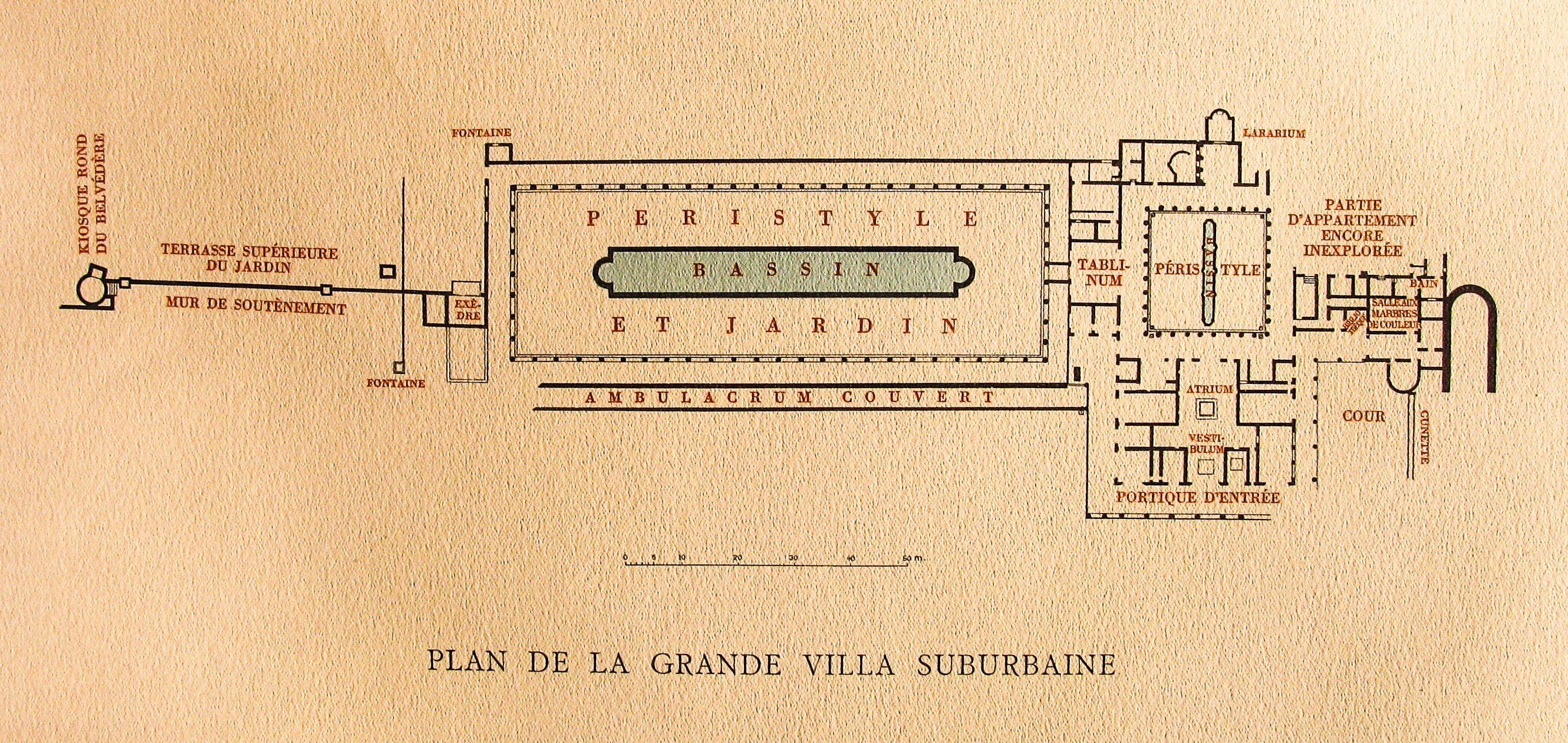
Plan der Villa dei Papiri

Als Villa dei Papiri (italienisch für „Villa der Papyri“) oder auch Pisonenvilla wird eine große römische Villenanlage bei Herculaneum bezeichnet. Die Villa wurde 1750 von dem Schweizer Militäringenieur Karl Weber entdeckt. Ihre modernen Namen erhielt sie von den dort gefundenen Schriftrollen, den sogenannten Herkulanischen Papyri, einem der wenigen Funde einer Bibliothek aus römischer Zeit.

## Anlage und Besitzer

Getty Villa bei Los Angeles, freier Nachbau der Villa dei Papiri, Blick vom großen Peristyl auf das Hauptgebäude

Die Villa liegt etwa 250 m nordwestlich der antiken Stadt. Weitere Ausgrabungen zeigten, dass die Villa auf der Meerseite vier terrassenförmig angelegte Stockwerke besaß. In der Villa wurden zahlreiche Kunstwerke aus Bronze gefunden, die sich jetzt im Archäologischen Nationalmuseum Neapel befinden.
Über die Besitzer der Villa können nur Vermutungen angestellt werden. Wahrscheinlich wurde die Villa im 1. Jahrhundert v. Chr. von Lucius Calpurnius Piso erbaut, der als Schwiegervater Gaius Iulius Caesars bekannt ist (nach anderer Auffassung war der Erbauer Appius Claudius Pulcher, Konsul 38 v. Chr.).
Die 253 mal 32 m große Villa lag einst direkt am Meer. Der Gebäudekomplex war auf verschiedene Terrassen verteilt, die sich vor allem auf das Meer ausrichteten und einen idealen Blick darauf gewährleisteten. Der Eingang lag wahrscheinlich an der dem Meer entgegengesetzten Seite. Hier befindet sich ein Atrium, das in ein kleines Peristyl führt. Links davon befinden sich ein Tablinum und Wohnräume, rechts befindet sich die Bibliothek. Von dem Tablinum gelangt man in ein weiteres Peristyl, das etwa 100 m lang und 37 m breit ist. Es ist von je 25 Säulen an den Längsseiten und je 10 Säulen an den Stirnseiten geschmückt und hat ein 66 m langes Wasserbecken in der Mitte.
Die Reste der Villa sind heute nicht begehbar. Ein Nachbau der Villa wurde in Los Angeles für das J. Paul Getty Museum errichtet, die sogenannte Getty Villa.

## Bibliothek und Papyrusrollen
Abgesehen vom Umfang der Anlage liegt die archäologische Bedeutung der Villa dei Papiri in der dort ausgegrabenen Bibliothek, in der die Herkulanischen Papyri gefunden wurden. Es ist die einzige Bibliothek, die aus römischer Zeit in Italien erhalten ist.
In einem 3 mal 3 Meter großen Raum lagen die verkohlten Reste von etwa 1800 Papyrusrollen einer griechischen Bibliothek. Sie waren in der Mitte des Raumes und an den Wänden in Holzregalen gelagert. Die Büchersammlung – offenbar eine Spezialbibliothek – enthielt neben Werken Epikurs (342/41–271/70 v. Chr.) und seiner Schüler zahlreiche Schriften des epikureischen Philosophen Philodemos von Gadara (1. Jahrhundert v. Chr.). Man hat vermutet, dass es sich um die persönliche Bibliothek des Philodemos handelt, der sich nachweislich in der Region aufgehalten hat. Da man in anderen Räumen der Villa jüngere griechische und auch einige lateinische Papyri gefunden hat, kann angenommen werden, dass in der reich ausgestatteten, großen Villa zusätzlich die übliche griechische und lateinische Bibliothek vorhanden war.
Beim Ausbruch des Vesuv 79 n. Chr. wurden die Papyrusrollen durch Hitze karbonisiert und unter Asche begraben, wodurch sie zwar erhalten blieben, jedoch in einem sehr schlechten Zustand. Heute werden die Rollen in der Nationalbibliothek in Neapel aufbewahrt. Seit ihrer Entdeckung hat man sich darum bemüht, die verbackenen und verpressten Rollen vorsichtig aufzuwickeln und so weit wie möglich wieder lesbar zu machen. Erste Versuche, die Rollen zu öffnen, führten zur Zerstörung der betreffenden Exemplare. Fortschritte wurden erst durch ein von Antonio Piaggio, einem Piaristenmönch an der Vatikanischen Bibliothek, erfundenes Verfahren gemacht.

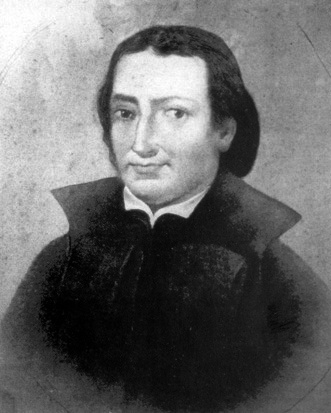
Padre Antonio Piaggio

Erste Ausgaben mit Kupferstich-Faksimile und Transkription der Texte erschienen ab 1793: Herculanensium Voluminum quae supersunt Collectio prior (1793–1855), Collectio altera (1862–1876). Eine Faksimile-Ausgabe der Fragmente erschien in zwei Bänden 1824/25 (Hayter, Oxford).
In den letzten Jahren wurden von einer großen Zahl der Manuskripte multispektrale und mikrofotografische Aufnahmen gemacht. Die so gewonnenen Daten sollen in absehbarer Zeit auch online verfügbar gemacht werden.
Die Arbeit der Lesbarmachung und philologischen Bearbeitung der Papyri wird heute von verschiedenen Institutionen und internationalen Projekten weitergeführt. Dazu gehören:
- Biblioteca Nazionale di Napoli (seit 1910 Besitzer der Papyri)
- Centro Internazionale per lo Studio dei Papiri Ercolanesi "Marcello Gigante"[1]
- Center for the Study and Preservation of Ancient Religious Texts (CPART) der Brigham Young University, Utah[2]
- Philodemus Project der University of California, Los Angeles unter Leitung von David Blank[3]
- Vesuvius Challenge zur Auswertung von hochfeiner Computertomographie der Schriftrollen mithilfe von Maschinellem Lernen.[4]

## Statuenausstattung

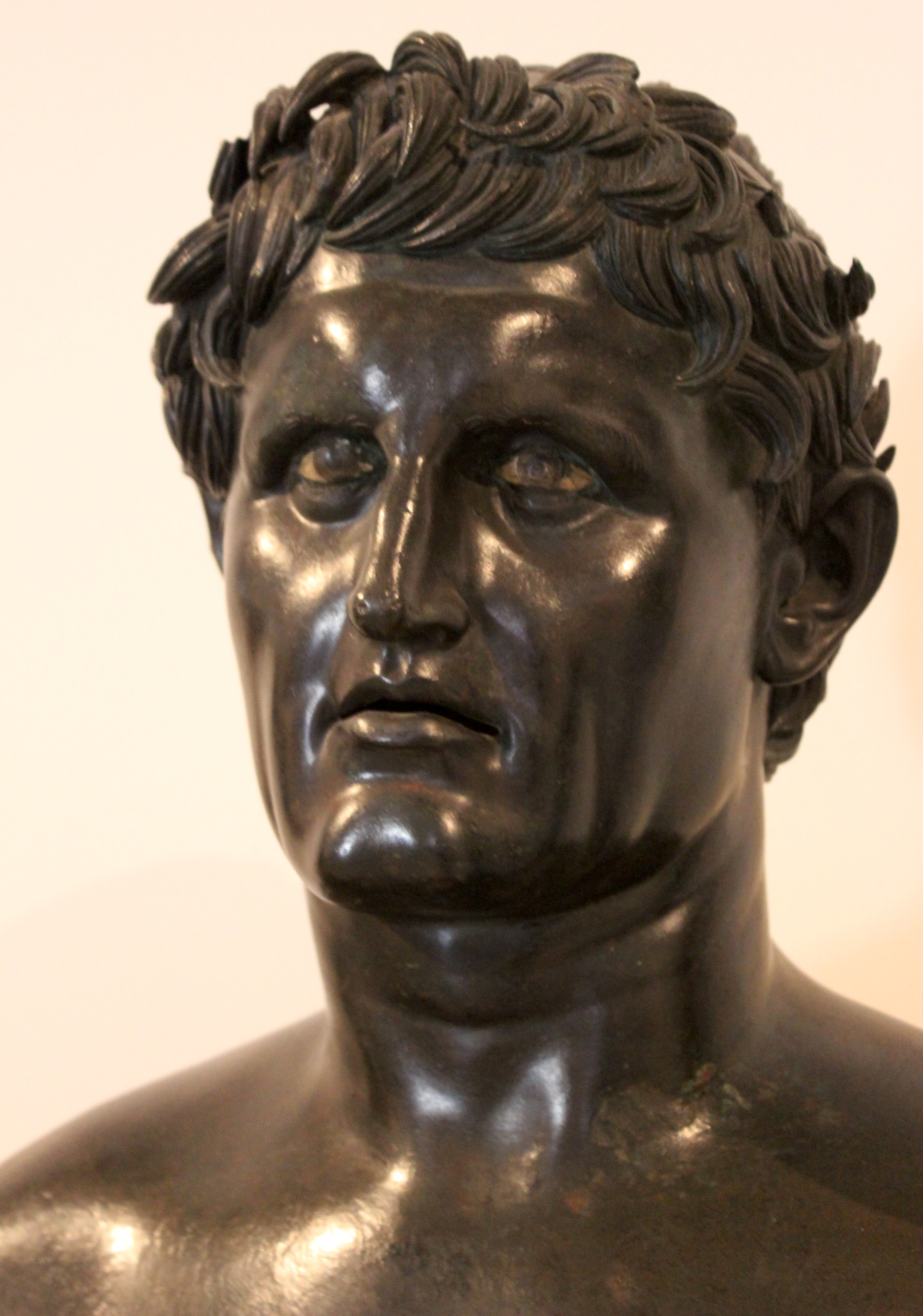
Seleukos I., Bronzebüste

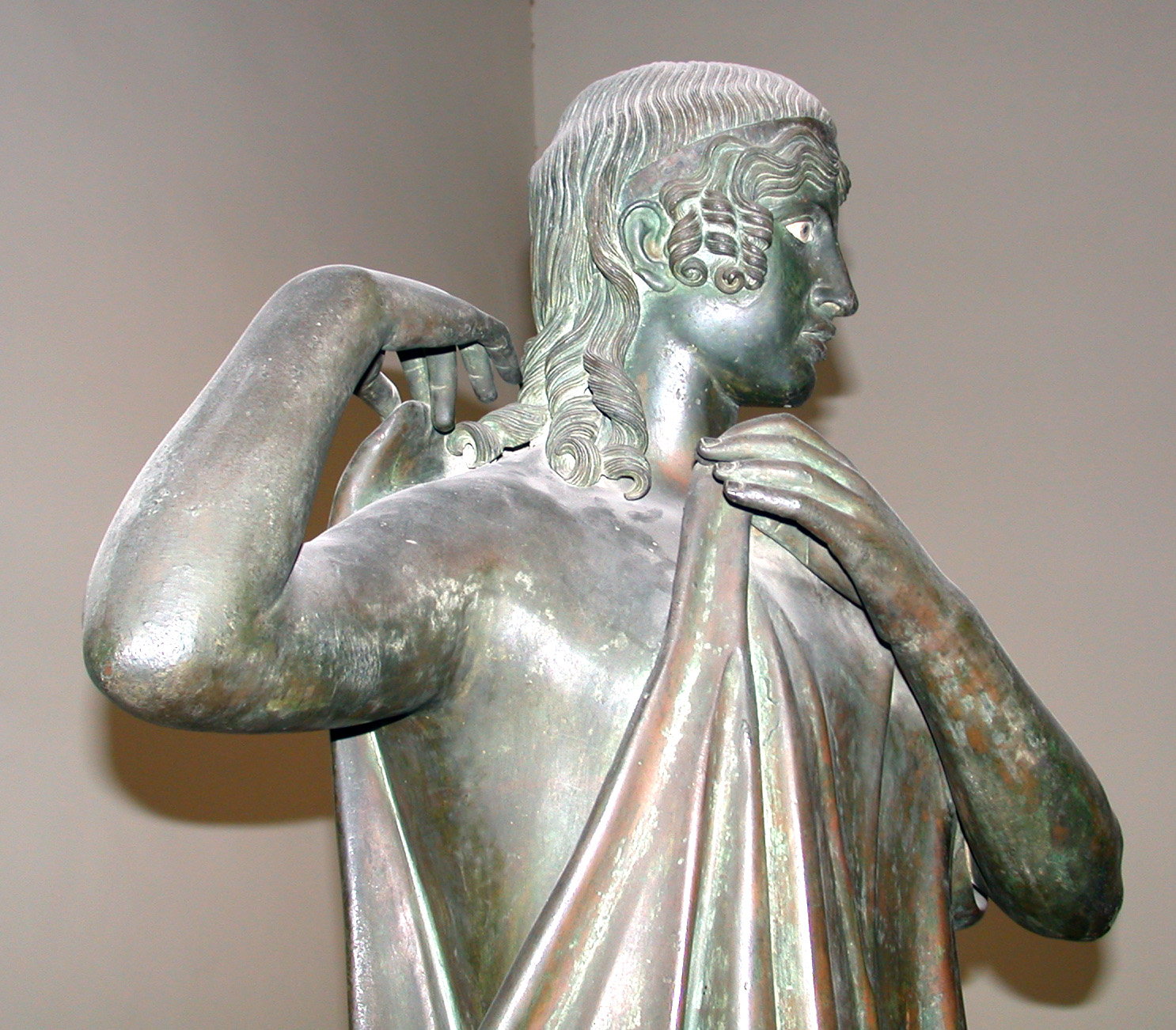
Tänzerin aus der Villa dei Papiri

In der Villa fanden sich auch mehr als achtzig Skulpturen. Es handelt sich meist um Kopien griechischer Werke. Hervorzuheben ist der Kopf des polykletischen Doryphoros (signiert von dem Athener Apollonios) und einer Amazone des Phidias. Es gibt weiterhin zahlreiche Porträtbüsten, darunter die des Epikur, Hermarch, Zenon und Demosthenes. Weiter gibt es Bildnisse zahlreicher Herrscher in Marmor und Bronze, wobei es sich nur um Griechen, nie um Bildnisse von Römern handelt. Neben diesen bekannten Persönlichkeiten findet man die Bronzefiguren eines Satyrn, des Hermes, zwei Ringerstatuen und fünf bronzene Mädchenfiguren.

## Ausgrabungen
Die erste von König Karl III. initiierte Ausgrabung durch Karl Weber erfolgte von 1750 bis 1765. Man erforschte die Villa, die von etwa 20 bis 30 m vulkanischem Schlamm bedeckt war, durch Tunnelsysteme. Da die Tunnel wieder zugeschüttet wurden, blieben die damals gewonnenen Funde und Erkenntnisse die Grundlage für die weitere Erforschung der Villa.
Erst nach mehrjährigen Vorbereitungen wurde sie am 16. Oktober 1986 wiederentdeckt und erneut über Tunnel betreten. Nachdem man auch über andere Tunnel weitere Teile der Villa erneut aufgefunden hatte, erklärte das italienische Kulturministerium die Villa sowie die aus dem 18. Jahrhundert erhaltenen Grabungstunnel im Jahr 1990 zu Staatseigentum. In der Folge hat das dazu beauftragte Unternehmen Infratecna die Villa von 1994 bis 1998 in Teilen ausgegraben. 
Eine weitere, umfassendere Grabung wurde 2007 von der Soprintendenza speciale per i beni archeologici di Pompei, Ercolano e Stabia begonnen. Zwei Drittel der Villa, die beiden untersten Etagen, sind noch nicht vollständig ausgegraben.